# Károlyi-vár (Erdőd)
Az erdődi Károlyi-vár műemlék Romániában, Szatmár megyében. A romániai műemlékek jegyzékében a SM-II-a-A-05261 sorszámon szerepel.

## Története
Az erdődi vár 1481-ben, Drágffy Bertalan parancsára épült fel. Az erdőd köveiből húzta fel négytornyos barokk várkastélyát gróf Károlyi Sándor. A várkastély kápolnájában tartotta esküvőjét Petőfi Sándor Szendrey Júliával, 1847. szeptember 8-án.